# بركونة
بلدية بركونة أو أو بلكونة أو بوركونا (بالإسبانية: Porcuna) هي بلدية تقع في مقاطعة جيان التابعة لمنطقة الأندلس جنوب إسبانيا.

## الديموغرافيا
بلغ عدد سكان بلدية بركونة 6.828 نسمة عام 2011 (وفقاً للمعهد الوطني للإحصاء الإسباني).
| 7.008 | 6.969 | 6.923 | 6.915 | 6.847 | 6.868 | 6.828 |